# Hermann Holzbauer
Hermann Holzbauer (* 21. April 1938 in Monheim/Schwaben) ist ein deutscher Bibliothekar.

## Leben
Hermann Holzbauer studierte Anglistik, Germanistik und Geschichte und promovierte 1968 an der Universität Erlangen-Nürnberg. Das Staatsexamen für das höhere Lehramt hatte er bereits 1965 abgelegt. Als Bibliotheksreferendar an der Universitätsbibliothek Saarbrücken trat er 1968 in die Ausbildung für den höheren Bibliotheksdienst ein und absolvierte die Fachprüfung am Bibliothekar-Lehrinstitut des Landes Nordrhein-Westfalen 1970. Von 1971 bis 1977 war er an der Universitätsbibliothek Saarbrücken tätig, von 1977 bis 2005 stand er als Leitender Bibliotheksdirektor der Universitätsbibliothek Eichstätt-Ingolstadt vor.

## Schriften (Auswahl)
- Mittelalterliche Heiligenverehrung: Heilige Walpurgis (= Eichstätter Studien, N.F., Bd. 5). Butzon & Bercker, Kevelaer 1972, ISBN 3-7666-8482-5.
- (Mitarb.): Mikrofilmtechnik in Bibliotheken (= Bibliotheksdienst, Beiheft, Bd. 134). Deutscher Bibliotheksverband, Berlin 1978, ISBN 3-87068-134-9.
- Musikantiquar und Verleger dazu. Für Hans Schneider (= Schriften der Universitätsbibliothek Eichstätt, Bd. 9). Schneider, Tutzing 1986, ISBN 3-7952-0501-8.
- (Hrsg.): Missionsgeschichte der Osterinsel. Pater Sebastian Englert OFM Cap. (1888–1969) zum 100. Geburtstag (= Schriften der Universitätsbibliothek Eichstätt, Bd. 13). Eichstätt 1988, ISBN 3-924109-09-5.
- (Hrsg.): Thomas Nipperdey. Bibliographie seiner Veröffentlichungen 1953–1992 (= Schriften der Universitätsbibliothek Eichstätt, Bd. 20). Beck, München 1993, ISBN 3-406-37772-6.
- (Hrsg.): Georg Babl / Das alte Eichstätt. Erinnerungen eines Zeitgenossen (= Schriften der Universitätsbibliothek Eichstätt, Bd. 25). Schneider, Tutzing 1994, ISBN 3-7952-0792-4.
- (Hrsg.): Sage nicht: Ich bin zu jung ... 100 Jahre Mission der Bayerischen Kapuziner bei den Araukaner-Indianern in Chile ; Dokumentation und Katalog (= Schriften der Universitätsbibliothek Eichstätt, Bd. 32). Vervuert, Frankfurt/M. 1996, ISBN 3-89354-087-3.
- (Mitarb.): Littera scripta manet. Ansprachen zum zehnjährigen Jubiläum der Zentralbibliothek Eichstätt am 28. Mai 1998 (= Schriften der Universitätsbibliothek Eichstätt, Bd. 39). Eichstätt 1998, ISBN 3-924109-32-X.
- (Red.): Ausstellungen in der Universitätsbibliothek Eichstätt-Ingolstadt (= Schriften der Universitätsbibliothek Eichstätt, Bd. 52). Harrassowitz, Wiesbaden 2003, ISBN 3-447-04826-3.
- (Red.): Vierzig Jahre Ausstellungen und Veröffentlichungen der Universitätsbibliothek Eichstätt-Ingolstadt 1964–2004, hrsg. Helga König (= Schriften der Universitätsbibliothek Eichstätt, Bd. 61). Harrassowitz, Wiesbaden 2004, ISBN 3-447-05121-3.
- (Hrsg.): Seelsorger zwischen Backstube und Boxring. P. Dr. Marinus Mayer zum 100. Geburtstag ; der Kapuzinerpater Marinus – ein franziskanisches Urgestein ; Dokumentation und Katalog (= Schriften der Universitätsbibliothek Eichstätt, Bd. 60). Eichstätt 2004, ISBN 3-924109-37-0.
- (Mitarb.): Die Mapuche und die Republik Chile. Pater Siegfried von Frauenhäusl und das Parlament der Mapuche von 1907 in Coz Coz (= Schriften der Universitätsbibliothek Eichstätt, Bd. 56). Harrassowitz, Wiesbaden 2006, ISBN 3-447-05270-8.